# Oberaichbach
Oberaichbach ist ein Gemeindeteil der Gemeinde Niederaichbach im niederbayerischen Landkreis Landshut. Bis 1971 bildete es eine selbstständige Gemeinde.

## Lage
Das Pfarrdorf Oberaichbach liegt am Aichbach etwa drei Kilometer südlich von Niederaichbach und etwa ebensoweit nordöstlich von Adlkofen im Isar-Inn-Hügelland.

## Geschichte
Oberaichbach war ebenso wie Niederaichbach ursprünglich ein Adelssitz. Die Frauenhofer und Preysing hatten hier Einzelbesitzungen, die Dorfherrschaft ist nicht nachweisbar. Im 15. Jahrhundert wurden die reichen Münchner Patrizier Ligsalz und 1497 Georg Lagelberger, Pfleger zu Marquartstein, die Oberaichbacher Dorfbesitzer. Dann wurde der Tyroler Pfleger und Adelige Oswald Schurf neuer Dorfherr. Er ließ 1559 das 1521 datierte Dorfrecht von Oberaichbach abschreiben. Von ihm erwarb das Adelsgeschlecht der Trainer die Hofmark.
1625 kaufte Wolf Ehrenreich von Königsfeld auf Niederaichbach den Trainern die Hofmark Oberaichbach ab. Somit war Oberaichbach mit dem wechselnden Geschick der Niederaichbacher Hofmark verbunden, bis 1848 mit Auflösung der Patrimonialgerichte die Adelsherrschaft endgültig endete. Die Gemeinde Oberaichbach wurde im Rahmen der Gebietsreform am 1. April 1971 zum Teil nach Niederaichbach und zum anderen Teil nach Adlkofen eingemeindet.

## Sehenswürdigkeiten
- Pfarrkirche St. Peter und Paul. Sie wurde nach dem Einsturz der Vorgängerkirche 1733 in den Jahren 1736 bis 1744 erbaut.
- Kaffeekannenmuseum. Seit 2005 ist die Sammlung der Familie Goth als weltweit größte Kaffeekannensammlung im „Guinnessbuch der Rekorde“ eingetragen.

## Vereine
- KLJB (Katholische Landjugendbewegung); Gegründet im Juni 1966
- Aichbachtaler Schützenverein Oberaichbach. Er wurde 1948 gegründet.
- Bauernverein Oberaichbach. Er wurde 1849 gegründet und ist damit der älteste Verein der Gemeinde Niederaichbach.
- Der Goaßmaß-Club Oberaichbach wurde am 20. Juni 2006 gegründet.
- Die Freiwillige Feuerwehr Oberaichbach. Sie wurde nachweislich im März 1870 gegründet und am 1. Januar 1871 in die Grundliste des Bayerischen Landes-Feuerwehrverbandes als Mitglied eingetragen.